# Famille Ugron
Ugron d'Ábránfalva (ábránfalvai Ugron en hongrois) est le patronyme d'une ancienne famille de la noblesse hongroise.

## Histoire
La famille Ugron est l'une des plus anciennes familles sicules de Transylvanie. L'ancien village de Ábránfalva auquel son nom est rattaché se situe actuellement dans la commune de Ulieș, dans județ de Harghita en Roumanie.
La famille Ugron est mentionnée dès les XIIIe siècle et certaines sources suggèrent qu'elle pourrait être liée à la dynastie Árpád. La filiation ininterrompue commence avec László Ugron au milieu du XVe siècle. Traditionnellement opposée à la dynastie des Habsbourg, elle refusa à plusieurs reprises titres et honneurs.

## Quelques membres
- Tamás Ugron de Ábránfalva, juge royal (Királybíró) (fl. 1562-1570), père du suivant.
- Pál Ugron de Ábránfalva, vice-capitaine de Udvarszék (1609), juge royal (1614), capitaine de Udvarhely (1626), grand-Maître d'Hôtel du royaume (főasztalnok), grand Juge royal (főkirálybíró), messager de la porte (portai követ) (1636). Père du suivant.
- István Ugron de Kányád, grand Juge royal de Udvarhelyszék (fl. 1663-1665).
- András Ugron de Ábránfalva, capitaine du château de Fogarasvár, generalis preceptor (fl. 1639-1660). Frère du précédent.
- János Ugron, Juge suprême du Royaume de Hongrie, Maître d'Hôtel du royaume (1630-55), capitaine du château de Görgény. Fils du précédent et père du suivant.
- Ferenc Ugron, juge royal de Udvarhelyszék (1668-1683), generalis preceptor (1686), grand commissaire provincial, président de la Table (táblai elnök), (fl. 1668-1686).
- Tamás Ugron, grand capitaine de Udvarhelyszék (fl 1693).
- Ferenc Ugron, capitaine de Udvarhelyszék (1745). Neveu du précédent.
- János Ugron, député de Udvarhelyszék (1704-1730), grand capitaine (fl 1704-1730).
- András Ugron, capitaine de Udvarhelyszék (1768), fils du précédent.
- István Ugron (1786-1867), főispán, grand commissaire royal auprès du gouvernement (aranyosszéki főkirálybiztos).
- Gábor Ugron (hu) (1847-1911), parlmentaire hongrois, père du suivant.
- István Ugron (hu) (1862-1948), diplomate, président du Parti magyar, grand Gardien (főgondnoka) de l'Église Réformée de Transylvanie (en).
- Gábor Ugron (en) le jeune (1880-1960), homme politique hongrois, ministre de l'Intérieur.
- Zsolna Ugron (hu) (1978°), écrivain, journaliste, spécialiste des communications.

## Sources, liens externes
- KisLexikon
- Généalogie